# تورم موهي
تورم موهي أو تورم خزبي (بالإنجليزية: Hydropic swell)‏ هو استسقاء خلوي داخلي في الخلايا الكيراتينية، ويكون عادةً مع الأمراض الفيروسية.